# ヒンカリ

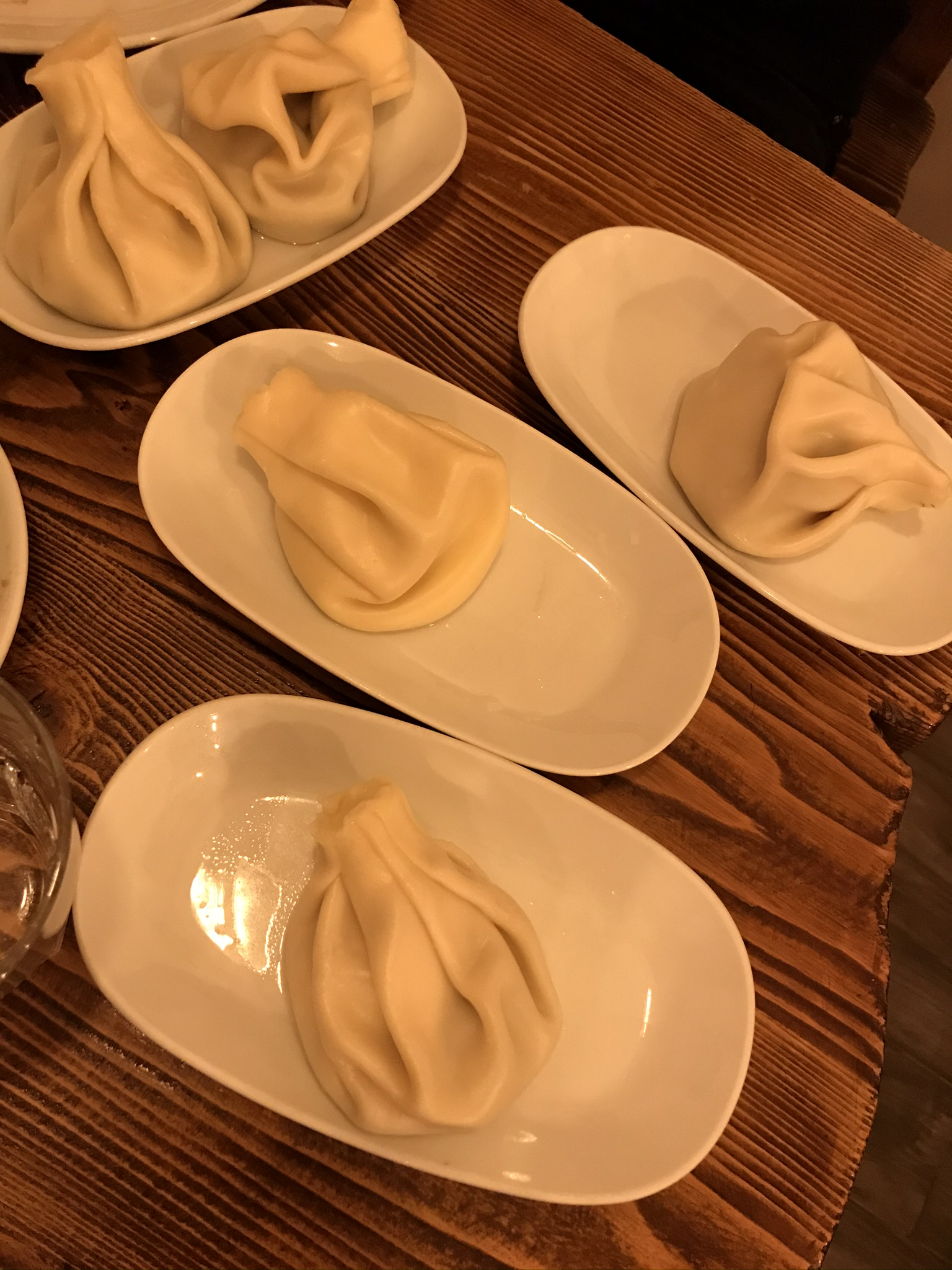
グルジアのヒンカリ

ヒンカリ（グルジア語: ხინკალი 聞いてみる、ローマ字つづりkinkhali またはxinkali）とは、餃子に類似したジョージア料理の一種である。ジョージア国内各地で食べられており、山岳地帯のプシャヴィ、ツシェティ、ムティウレティ、ヘヴスレティから広まったとされている。

## 材料
ヒンカリに詰める餡（あん）には地方色が現れる。本来のレシピを「ケブスルリ」khevsuruli と呼び、ひき肉（ラム肉または牛肉と豚肉の合い挽き）、玉ねぎ、唐辛子、塩、クミンのみの素朴な料理だった。それを現代のいわゆる「カラクリ」kalakuri の場合、特にジョージアの都市部で作るレシピには香味野菜にパセリやコリアンダー（シラントロ）などを使う。またキノコ、ジャガイモ、チーズでベジタリアン用にも調理する。

## 正しい食べ方
ヒンカリを食べる時は何も付けないか、黒コショウで調味する。肉は火を通さず生のまま皮で包み、たっぷり肉汁が皮の中にたまるように、通常、ひき肉にぬるま湯またはスープを加えておく。
食べる時は小籠包と同様に、皮を破らず肉汁をこぼさないよう、初めのひとくちは皮を小さく噛み切り、唇で肉汁をそっと吸う。ヒンカリの皮を閉じた部分はプリーツが重なり固いため、普通はここを指でつまんで柔らかい部分のみ食べ、つまんだ部分は皿に残してよい。マナー違反にならない代わり、いくつ食べたか他の人にも伝わるかもしれない。グルジア語ではヒンカリの閉じた部分を「しっぽ」クディ（kudi グルジア語: კუდი）または「胃袋」クチ（k'uch'i グルジア語: კუჭი）と呼ぶ。
ジョージア式のマナーでは、ヒンカリは素手で食べてよい。フォークやスプーンなど道具を使うとエチケット知らずと思われるか、もしくは子どもっぽいと見なされる。おいしい肉汁を余さず味わうには、フォークで皮を破らないほうが良いとされている。

## 郷土料理
ムツヘタのほか、ヒンカリを郷土料理として出す町はドゥシェティやパサナウリがある。